# Čërmoz
Čërmoz è una città della Russia europea nordorientale (Territorio di Perm'); appartiene al rajon Il'inskij.
Sorge nella parte centrale del Territorio di Perm', sulla riva della baia di Čërmoz (bacino della Kama), formata dal corso inferiore del fiume omonimo, 85 chilometri a nord del capoluogo Perm'.
La cittadina venne fondata nel 1701, in seguito alla costruzione di uno stabilimento per la lavorazione di minerali di rame. Ottenne status di città nel 1943.